# Myrioblephara brunnea
Myrioblephara brunnea är en fjärilsart som beskrevs av W. Warren 1903. Myrioblephara brunnea ingår i släktet Myrioblephara och familjen mätare. Inga underarter finns listade i Catalogue of Life.